# Метанарратив
Метанарратив (также большой нарратив; фр. métarécit или grand récit; англ. metanarrative или grand narrative) — повествование, рассказывающее о фундаментальных процессах.
Метанарратив охватывает множество нарративов меньшего порядка, которые могут расходиться между собой в деталях, но проносят через себя общий набор смыслов. К метанарративам традиционно относят истории о прогрессе, эмансипации и классовой борьбе угнетаемых против угнетателей, а также христианский метанарратив об искуплении. На статус метанарратива может претендовать идея глобализации. В отличие от нарративов меньшего порядка, оперирующих известными событиями, метанарративы предлагают образ желаемого будущего, то есть рассказывают о событиях, которые ещё не произошли. Таким образом, метанарративы служат для легитимации идей и движений, работающих над воплощением этой идеи.

## Этимология
Приставка мета-происходит из греческого и означает «за», «после», «через». Следовательно, метанарратив — это повествование за пределами других повествований или рассказ о рассказах.
Оксфордский словарь относит первое известное использование понятие метанарратива в английском языке к 1976 году. Термин был использован в тексте К. Хоупа (K.W. Hope). В широкую дискуссию понятие вошло в 1979 г. после публикации работы «Состояние постмодерна» Ж-Ф. Лиотаром. Считается, что постмодерн возник на фоне кризиса больших нарративов (Просвещения, марксизма и др.), сформировавших модерн. Для постмодерна характерны фрагментированные малые нарративы (микронарративы, или petits récits).